# Ройтлингенская высшая школа
Ройтлингенская высшая школа (нем. Hochschule Reutlingen, бывший FHTW Reutlingen) — государственное высшее учебное заведение, университет прикладных наук в Ройтлингене на юге Германии, в Баден-Вюртемберг. В вузе около 5800 студентов получают образование, 1/4 часть которых являются иностранцами, в том числе студентами по обмену. Обучение проводится по 45 программ уровня бакалавра и магистра. Кампус расположен на юго-западной окраине Ройтлингена.

## История
ВУЗ был основан в 1855 году как Школа ткачества. В 1891 году была переименована и стала техническим колледжем для прядения, ткачества и вязания.В 1908 году колледж получил государственный статус и был переименован в государственный техникум текстильной промышленности.
В 1971 году колледж получил официальное признание как Университет прикладных наук (Fachhochschule).
В середине 2008 года в составе ВУЗа под названием Европейская школа бизнеса были объединены три бизнес-школы (Европейская школа бизнеса, Школа международного бизнеса и Управление производством).

## Структура

### Факультеты
- Факультет прикладной химии (Fakultät Angewandte Chemie)
- Факультет инженерии (Fakultät Technik)
- Факультет бизнес-школе ESB (ESB Business School)
- Факультет информатики (Fakultät Informatik)
- Факультет текстиля и дизайна (Fakultät Textil & Design)

## Внешние ссылки
- Официальная страница